# Robert Barnhart
Robert Knox Barnhart (Chicago, 17 d'octubre de 1933 – Philipstown, 9 d'abril de 2007) va ser un lexicògraf nord-americà.
Juntament amb son pare Clarence Barnhart va escriure algunes edicions dels diccionaris Thorndike-Barnhart (editat amb el consell d'Edward Thorndike) i el «World Book Dictionary». Amb el seu pare i Sol Steinmetz va escriure «The Barnhart Dictionary of New English» (en tres volums).
La seva obra principal es considera «The Barnhart Dictionary of Etymology» (1988), un diccionari etimològic de l'anglès americà que al Regne Unit es va publicar amb el títol de «The Chambers Dictionary of Etymology». Es considera un dels millors diccionaris etimològics d'anglès. El 1995 va publicar una versió concisa, The Barnhart Concise Dictionary of Etymology. El mateix any va publicar el «Barnhart Abreviations Dictionary».
Les seves altres obres són «The Hammond Barnhart Dictionary of Science» (1986) i «The American Heritage Dictionary of Science» (1988).